# Macintosh IIvi
 (décembre 2023).
Si vous disposez d'ouvrages ou d'articles de référence ou si vous connaissez des sites web de qualité traitant du thème abordé ici, merci de compléter l'article en donnant les références utiles à sa vérifiabilité et en les liant à la section « Notes et références ».
Destiné au milieu de gamme, le Macintosh IIvi fut lancé en même temps que le Macintosh IIvx. Tous deux avaient un nouveau boîtier (en métal, une première pour un Macintosh) et étaient les premiers Macintosh à pouvoir intégrer un lecteur de CD-ROM interne (en option sur le IIvi). Malgré son caractère innovant, il souffrait d'un processeur trop peu puissant pour une machine de ce prix et pour cette époque. Le IIvi ne fut commercialisé que pendant 4 mois, et uniquement hors des États-Unis. Il fut plus tard commercialisé pour le grand public sous le nom de Performa 600 ou Performa 600CD, avec un processeur plus puissant cadencé à 32 MHz au lieu de 16 MHz.

## Caractéristiques
| Fréquence du processeur                | 16 MHz              |
| Vitesse du bus                         | 16 MHz              |
| Cache L1                               | 0,5 Ko              |
| Cache L2                               | Aucun               |
| Type de la mémoire vive                | 30-pin SIMM         |
| Vitesse minimale de la mémoire vive    | 80 ns               |
| Mémoire vive standard                  | 4 Mo                |
| Mémoire vive maximale                  | 68 Mo               |
| Slots de mémoire vive                  | 4                   |
| Carte graphique                        | Dédiée              |
| VRAM standard                          | 512 Ko              |
| VRAM maximum                           | 1 Mo                |
| Support du premier écran               | Un écran            |
| Résolution du support du premier écran | 640×480             |
| Support du second écran                | Un écran            |
| Résolution maximale du deuxième écran  | Variable            |
| Disque dur                             | 40, 80, 160, 400 Mo |